# Алфей и Марон
Братья Алфе́й и Марон (др.-греч. Αλφεός και Μάρων), сыны Орсифанта, спартанские герои, входившие в число трёхсот, павших при Фермопилах в 480 до н. э. Об их подвиге сообщает Геродот («История», VII, 7.227). Павсаний (III.12.7) говорит, что после Леонида они «сражались лучше всех лакедемонян». Марон и Алфей имели святилище (ἡρω̃ον) в Спарте.